# Skautské vzdělávání
Skautské vzdělávání umožňuje další všestranný rozvoj skautů od roverského věku výše a je důležitou součástí skautské výchovy. Většina skautského vzdělávání mimo to sleduje cíl zajistit pro působení v hnutí (vedení oddílů či středisek) dostatek schopných vedoucích splňujících požadavky pro danou pozici (kvalifikační vzdělávání); některé akce mají za cíl rozvoj jiných kompetencí bez poskytování kvalifikace (nekvalifikační vzdělávání). Ve většině zemí světa je skautské vzdělávání, podobně jako zbytek hnutí, organizováno na dobrovolnické bázi.
V Junáku jsou kurzy a zkoušky zpravidla pořádány pod organizační záštitou skautských krajů, okresů nebo středisek. Některé kurzy jsou pak pořádány pod hlavičkou zvláštních organizačních jednotek vytvořených specificky pro zajištění vzdělávání (např. Gemini). Pořádání vzdělávacích akcí je také finančně podporováno z ústředního rozpočtu Junáka.

## Kvalifikační vzdělávání
Absolvence kvalifikačního vzdělávání je nezbytný předpoklad pro vykonávání většiny činovnických funkcí ve skautských organizacích. V českém skautingu je zpravidla spojena s účastí na vzdělávacím kurzu, v rámci nějž uchazeč složí příslušnou zkoušku. Kurzy jsou organizovány zpravidla v rozpětí několika měsíců během víkendů nebo jako tzv. lesní kurzy, které k několika víkendům přidávají zpravidla desetidenní letní část v táborovém prostředí, nejčastěji v průběhu srpna. Některé kurzy se pořádají i jako večerní (zejména pro dospělé uchazeče z velkých měst).
Junák – český skaut nabízí svým členům následující kvalifikační stupně:
- Čekatelská zkouška (ČZ) je základní kvalifikace pro spoluvedení skautského oddílu a jeho akcí. Členové ji mohou absolvovat od 15 let.[3]
- Vůdcovská zkouška (VZ) opravňuje skauty od 18 let k vedení skautských oddílů a táborů. Zpravidla se skládá po splnění čekatelské zkoušky a následné absolvenci zdravotnického kurzu.[4]
- Zdravotnický kurz umožňuje po absolvenci vykonávat funkci táborového zdravotníka. Tento kurz je spojen se státem definovanou kvalifikací zdravotníka zotavovacích akcí (ZZA), která předepisuje obsah i délku trvání kurzu (40 hodin); členové Junáka mohou tuto kvalifikaci získat i mimo organizaci (například na kurzech Českého červeného kříže). Junák nad rámec této kvalifikace požaduje absolvovat každých 5 let doškolovací kurz v rozsahu 8 hodin.[5]
- Střediskové minimum (SM) opravňuje k vedení skautských středisek. Kvalifikaci je třeba si doplnit do určité doby od převzetí funkce vedoucího střediska.
- Instruktorská kvalifikace (IK) umožňuje vést a spoluorganizovat vzdělávací kurzy. Určitý počet členů s IK je vyžadován pro týmy čekatelských i vůdcovských kurzů.
- Odborná činovnická kvalifikace (OČK) umožňuje na kvalifikačních zkouškách ověřovat naplnění kompetencí z určitého oboru (např. metodika, táboření a bezpečnost nebo právo); pro čekatelskou i vůdcovskou zkoušku je předepsáno, která OČK musí mít jejich komise.
- Kapitánská zkouška (KZ) je kvalifikace vodních skautů, zaměřená na metodiku a bezpečnost při činnosti na vodě. Navazuje na vůdcovskou zkoušku. Její složení je podmínkou pro vedení oddílu vodních skautů.[6]
- Zkouška vodáckého minima je menší varianta kapitánské zkoušky, doporučená pro vedení vodáckých akcí. Je přístupná od 15 let.[6]

Podobné kvalifikační stupně založené na absolvenci vzdělávacích kurzů (alespoň čekatelskou a vůdcovskou zkoušku), často s kratší dobou trvání, má i většina jiných českých skautských organizací.

## Nekvalifikační vzdělávání
Nekvalifikační vzdělávání zahrnuje kurzy, které neposkytují svým účastníkům žádnou kvalifikaci, avšak dále rozšiřuje jejich kompetence, zpravidla v určité specializované oblasti.
Pro rovery jsou určené (roverské) lesní kurzy (např. Svatoplukovy pruty).  Pro motivaci a další rozvoj týmů vedoucích oddíly se pořádají víkendy pro oddílové rady (VOR). Pořádají se též kurzy zaměřené na specializované dovednosti, např. lanové překážky (Lanáč) nebo zdravovědu, a večerní semináře zaměřené na konkrétní problematiku (např. pro práci se skautskou stezkou).

### Lesní školy
Junák pro činovníkům s vůdcovskou zkouškou, kteří chtějí dále pracovat na svém vzdělávání, neustrnout a třeba si i prohloubit své znalosti a dovednosti v konkrétním oboru. Většina lesních škol je totiž oborově zaměřená (záchranařina, personalistika, myšlenkové základy, kapitánskou , ...) a některé nabízejí i možnost získat vzdělavatelskou kvalifikaci OČK a IK.

### Rádcovské kurzy
Junák pro své členy ve věku 13–16 let pořádá rádcovské kurzy (RK). Jejich cílem je prohloubit znalosti, osvojit dovednosti a schopnosti potřebné k vedení družiny, namotivovat a získat inspiraci. Rádcovské kurzy však nejsou v Junáku řazeny mezi vzdělávací akce, neboť se zaměřují na mladší věkové kategorie.